# Stick (Schlagzeug)

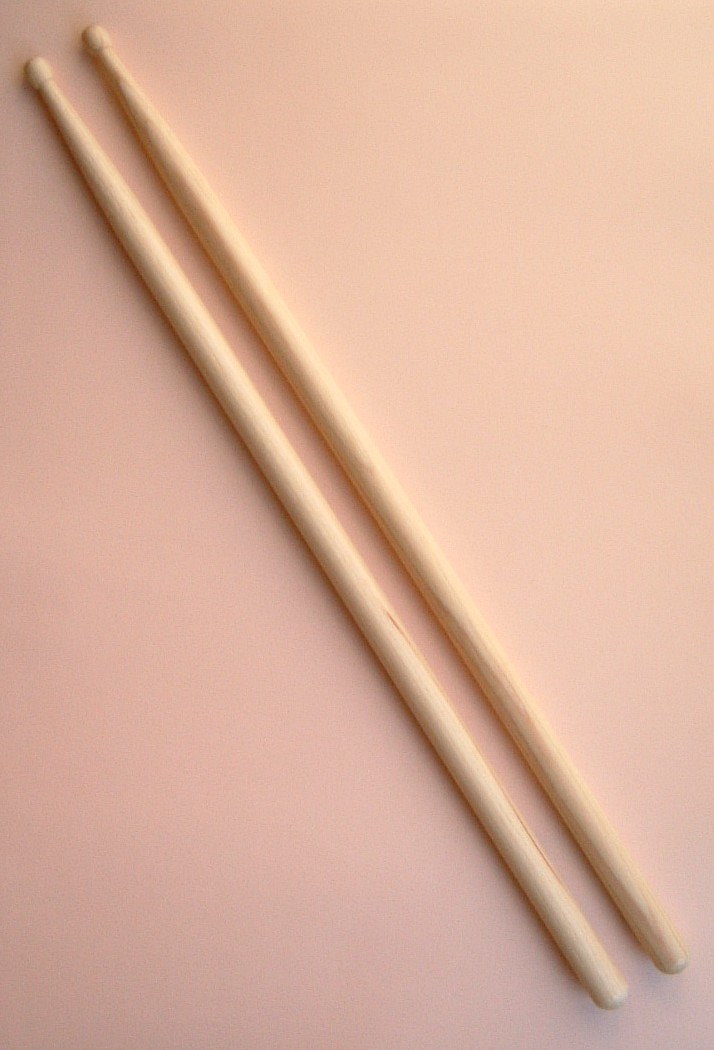
Ein Paar Sticks

Mit den Sticks, auch Drumsticks (Einzahl Stick, deutsch Stock, Schlägel), Schlagzeugstick, Schlagzeugstock und Trommelstock oder Trommelschlägel, spielen Schlagzeuger, Schlagwerker und Perkussionisten. Es gibt sie in verschiedene Ausführungen und Größen. Sticks werden benötigt, um auf Schlaginstrumenten Töne zu erzeugen. Der englische Begriff Stick wird hauptsächlich von Schlagzeugern verwendet, Perkussionisten und Schlagwerker sprechen von Schlägeln.
Ein Stick besteht aus einem 30 bis 45 Zentimeter langen Schaft, an dessen Spitze sich der Stickkopf befindet. Üblicherweise werden Töne durch das Auftreffen des Stickkopfs auf das Instrument (z. B. Fell) erzeugt, jedoch kann auch mit dem Schaft gespielt werden. Meist führt der Schlagzeuger in jeder Hand einen Stick. Die Art, die Sticks zu halten, hängt von Technik und Musikrichtung ab.

## Ausführung
In besonderem Maße ist der Klang des erzeugten Tons von der Handhabung des Sticks abhängig. Deshalb bietet der Markt eine Vielzahl an Sticks in unterschiedlichen Längen, Stärken (Durchmessern), Gewichten, Härten, Oberflächen, Profilen und Kopfformen bzw. Kopfmaterialien an. Üblicherweise bewegt sich die Länge von Sticks zwischen 38,5 und 42,5 Zentimeter, das Gewicht variiert von 40 bis 70 Gramm. Beide Maße sind stark von Material und Ausführung abhängig.
Die meisten Sticks werden mit einer Ziffer und einem Buchstaben gekennzeichnet. Diese sind nicht normiert geben aber ungefähre Anhaltspunkte über Gewicht und Durchmesser der Sticks. Die genauen Maße variieren von Hersteller zu Hersteller. Hierbei wird mit der Ziffer das Gewicht (7=leicht bis 2=schwer) und mit dem Buchstaben der Durchmesser (A=dünn, B=dick) kodiert. Gängige Bezeichnungen sind 7A (leicht und filigran), 5A (häufigste Bauform), 5B und 2B (schwer und stabil). Für Kinder werden Sonderbauformen angeboten.

### Material

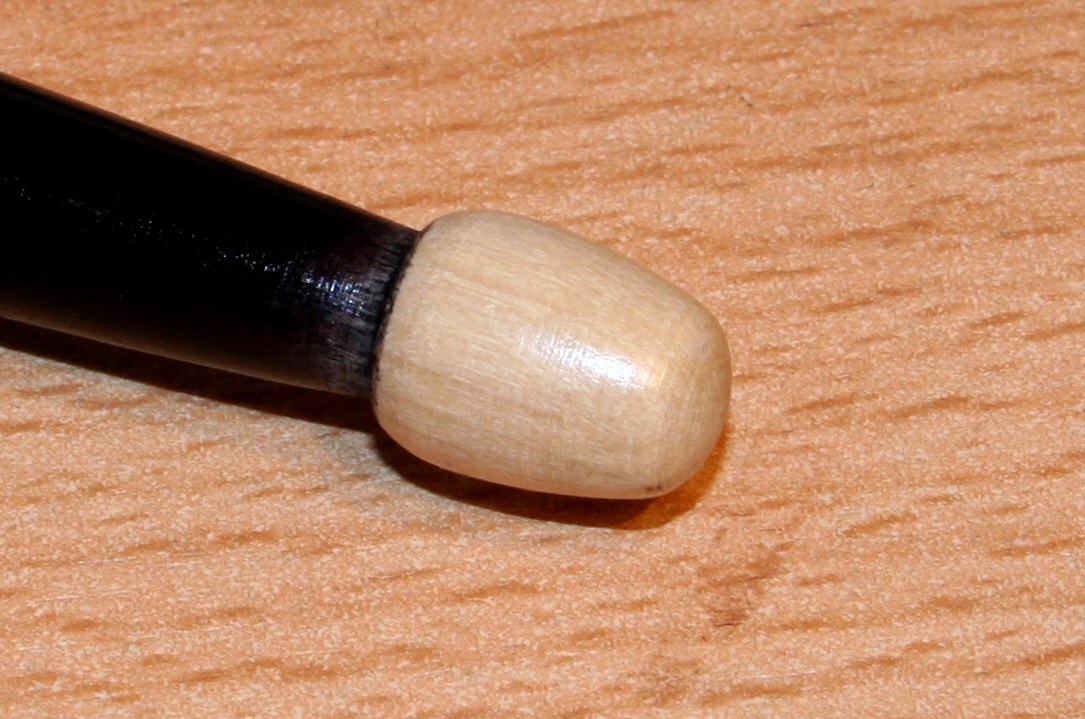
Drumstick-Kopf

Sticks werden hauptsächlich aus Holz hergestellt. Neben Hickory, Eiche (engl. Oak) und Ahorn (Maple) werden auch Sticks aus Hainbuche (Hornbeam) oder anderen, meist exotischen Holzsorten angeboten. Die Holzsorte hat entscheidenden Einfluss auf den Klang, die Balance und die Lebensdauer der Sticks. Das Naturprodukt Holz bringt mit sich, dass teilweise erhebliche Unterschiede in Qualität und Beschaffenheit auch innerhalb einer Holzsorte auftreten. Dies führte in der Vergangenheit zu teils unterschiedlichen Ergebnissen in der Fertigung. Erst durch moderne Fertigungsverfahren wurde es möglich, Stickpaare herzustellen, bei denen die Exemplare nahezu identisch sind.
Neben dem herkömmlichen Material Holz werden Sticks aus Carbon, Kunststoff, Laminat und Metall (meist Aluminium) gefertigt. Bei vielen Modellen bestehen Schaft und Stickkopf aus unterschiedlichen Materialien, z. B. Holzschaft mit Kunststoffkopf.

### Kopf
Die Kopfform eines Sticks bestimmt zum großen Teil den entstehenden Klang. Da unterschiedliche Kopfformen auf unterschiedlichen Medien (Fell, Becken, Gummipads etc.) immer anders klingen, ist die Auswahl der „richtigen“ Kopfform oft Geschmackssache. Das am häufigsten verwendete Material für normale Stickköpfe ist Holz; seltener wird Nylon genommen.

## Stickhaltung beim Schlagzeugspiel
Der traditionelle Griff (auch orthodoxer Griff oder konventioneller Griff und in geringerem Maße Jazzgriff genannt) ist eine Technik, mit der Schlagzeugstöcke beim Spielen von Schlaginstrumenten gehalten werden. Im Gegensatz zum sogenannten Matched Grip hält jede Hand den Stick anders. In der Regel hält die rechte Hand den Stick mit der Oberhand und die linke Hand mit der Unterhand. Der traditionelle Griff wird fast ausschließlich beim Spielen der Kleinen Trommel, insbesondere der Marschtrommel, und oft auch beim Schlagzeug verwendet. Der traditionelle Griff ist im Jazzschlagzeug populärer als in anderen Schlagzeugstilen, da die frühen Jazzschlagzeuger ihren Stil aus Marsch- und Militärstilen und -instrumenten entwickelt haben, obwohl er auch von einigen Rockschlagzeugern verwendet wird.

## Weitere Bauformen

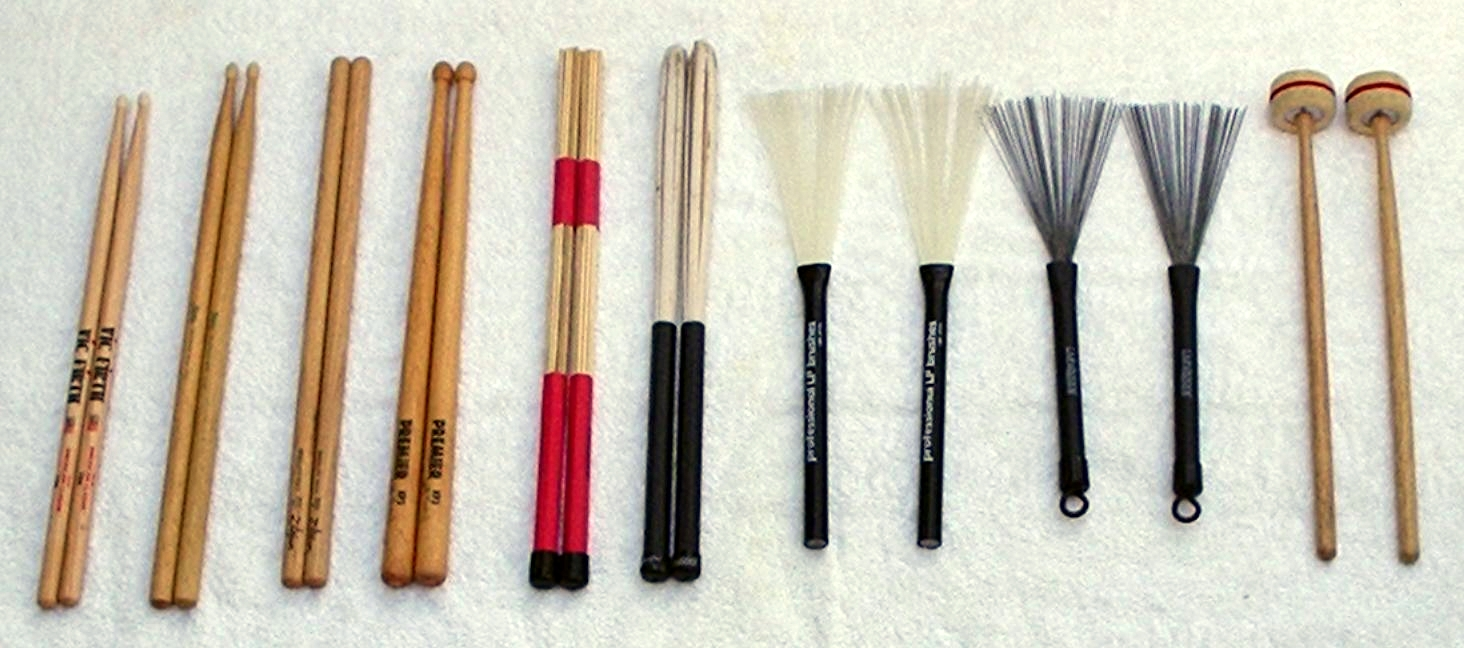
Drumsticks, Rods, Besen und Mallets

Verwendet werden auch Jazz-Besen, an deren vorderem Ende sich viele feine Drähte oder Kunststoffstreifen befinden. Rod-Sticks bestehen aus einem Verbund aus mehreren dünnen Holzstäbchen und erzeugen einen weichen Klang, der zwischen Jazzbesen und klassischem Drumstick liegt. Mallets erzeugen den Ton mit einem Kopf aus Filz, Kork, Gummi oder Garn.
Pauken werden mit Schlägeln gespielt, welche große Filz- oder Gewebekugeln an der Spitze haben.

## Bekannte Stickhersteller
- 3 Drumsticks (Drum Workshop)
- Agner
- Ahead
- Aquarian
- Artbeat
- B-stick
- Balbex
- ice-stix
- Lefima
- Meinl
- Millenium
- Paiste
- Pell Wood
- Promark
- Regal Tip
- Rohema
- Sonor
- Schulz Equipment
- Stagg
- StarWood
- Tama
- Vater
- Vic Firth
- Zildjian